# 路易斯维尔和纳什维尔铁路
路易斯维尔和纳什维尔铁路（英語：Louisville and Nashville Railroad，报告代码：L&N）是美国历史上一家重要的一级铁路公司，主要在美国东南部提供货运和客运服务。该公司于1850年由肯塔基州特许成立，最初的目的是连接肯塔基州的路易斯维尔和田纳西州的纳什维尔，并于1859年建成通车。尽管成立之初规模有限，但路易斯维尔和纳什维尔铁路在后来的发展中成为美国铁路业的成功典范之一。与美国其他许多铁路公司不同，路易斯维尔和纳什维尔铁路连续营业132年，历经内战、经济萧条以及多次社会与技术变革，始终屹立不倒，在财务上保持稳健，从未陷入破产接管危机，因此获得了“老可靠”（Old Reliable）的称号
。
路易斯维尔和纳什维尔铁路在南北战争结束后迎来了快速扩张期，它不仅巩固了肯塔基州和田纳西州的线路，还将业务范围大幅扩展。路易斯维尔和纳什维尔铁路的黄金时代与其长期领导者米尔顿·汉尼拔·史密斯密不可分。他在1891年至1921年间担任公司总裁，期间，路易斯维尔和纳什维尔铁路从一个仅拥有不到300英里（约480公里）轨道的小型铁路公司，发展成为覆盖14个州、总里程超过6000英里（约9656公里）的大型铁路系统。在史密斯的领导下，路易斯维尔和纳什维尔铁路不仅连接了路易斯维尔和纳什维尔，还延伸至圣路易斯、孟菲斯、亚特兰大和新奥尔良等主要城市，最终形成了一条北至俄亥俄州辛辛那提、南至路易斯安那州新奥尔良的庞大铁路网络。该铁路在19世纪末至20世纪初的美国南方经济发展中扮演了关键角色，为区域间的贸易、人口流动和工业化提供了重要支持。
虽然20世纪中期美国铁路业面临诸多挑战，包括公路运输和航空业的竞争，路易斯维尔和纳什维尔铁路仍然保持了可观的营运规模。截至1970年底，该公司的总营业里程达6063英里（约9757公里），轨道总长度超过10051英里（约16176公里）。然而，随着20世纪后期美国铁路行业的大规模整合，路易斯维尔和纳什维尔铁路最终亦未能保持独立。1971年，海岸沿海线铁路（前身为大西洋海岸线铁路和海岸航空线铁路）收购了路易斯维尔和纳什维尔铁路剩余的股份，使其成为其旗下子公司。1982年，路易斯维尔和纳什维尔铁路被完全并入海岸系统铁路。随后在1986年，海岸系统铁路与切西系统合并，最终形成了CSX运输公司。如今，CSX运输拥有并经营所有原属路易斯维尔和纳什维尔铁路的路线。